# Villa Lagarina
Villa Lagarina ist eine italienische Gemeinde (comune) mit 3881 Einwohnern (Stand 31. Dezember 2023) in der Provinz Trient in der Region Trentino-Südtirol.

## Geografie
Die Gemeinde liegt etwa 25 Kilometer südwestlich von Trient und etwa 2 Kilometer nordwestlich von Rovereto in der Vallagarina auf der orographisch rechten Seite des Etschtals und ist Teil der Talgemeinschaft Comunità della Vallagarina. Im Gemeindegebiet liegt der Cei-See. Die südöstliche Gemeindegrenze bildet die Etsch.

## Verwaltungsgliederung
Neben Villa Lagarina gehören die Fraktionen Castellano, Pedersano und Piazzo zum Gemeindegebiet von Villa Lagarina.

## Sehenswürdigkeiten
- Die im 17. und 18. Jahrhundert barockisierte Pfarrkirche Santa Maria Assunta mit Werken der Bildhauer Cristoforo, Sebastiano und Teodoro Benedetti sowie des Barockmalers Gaspare Antonio Baroni Cavalcabò.
- Die Kapelle San Ruperto der Familie Lodron des Comasker Architekten Santino Solari aus dem 17. Jahrhundert.
- Palazzo Libera, benannt nach dem dort geborenen Architekten Adalberto Libera, ist ein Nebensitz des Diözesanmuseums von Trient untergebracht. Es beinhaltet auf drei Stockwerken Werke, die der Pfarrei Villa Lagarina von der Familie Lodron überlassen wurden.
- Schloss Castellano, im gleichnamigen Ortsteil aus dem 12. Jahrhundert.

## Verkehr
Durch das Gemeindegebiet führt die Autostrada A22 (Brennerautobahn) von Modena kommend zur österreichischen Grenze.

## Gemeindepartnerschaften
- Stockstadt am Rhein,  (Hessen), seit 1990
- Bento Gonçalves,  (Rio Grande do Sul), seit 2006

## Persönlichkeiten
- Giovanni Battista Cavalieri (1525–1601), Kupferstecher, Radierer und Verleger
- Albert von Priamis (1605–1654), Bischof von Lavant
- Nikolaus Ambrosi (1728–1781), Bildhauer
- Adalberto Libera (1903–1963), Architekt

## Bilder

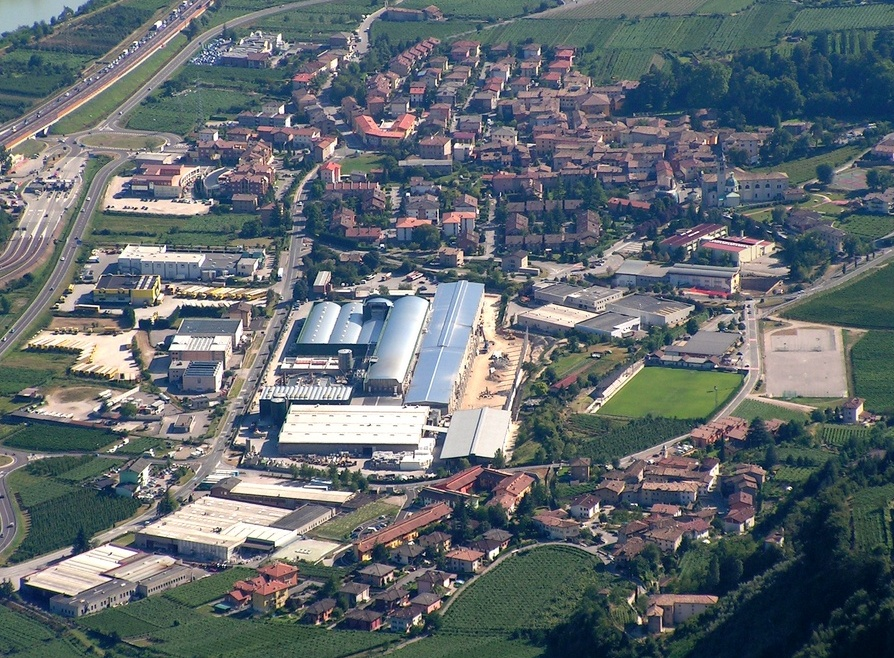
Villa Lagarina
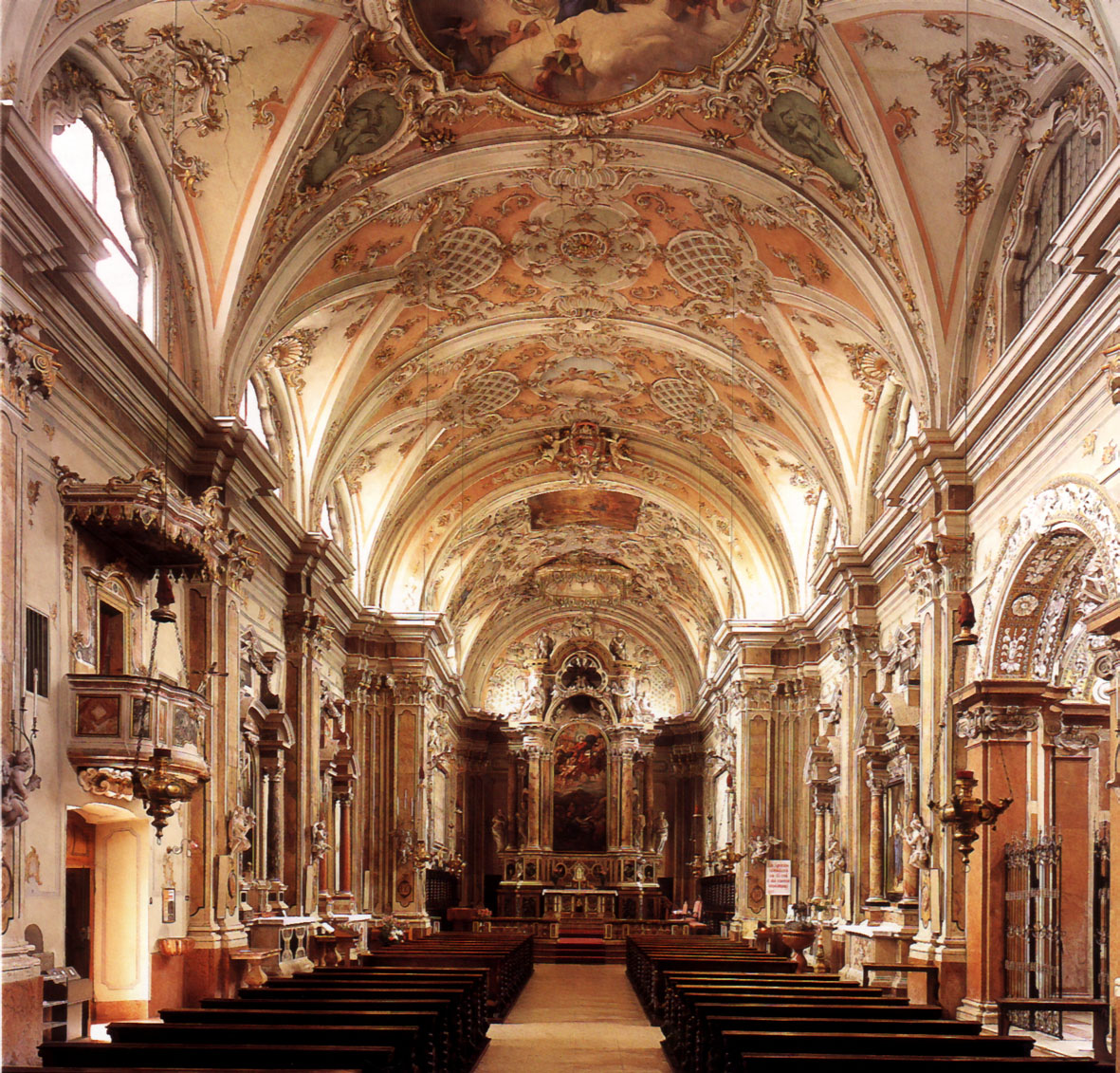
Das Kirchenschiff der barocken Pfarrkirche Santa Maria Assunta
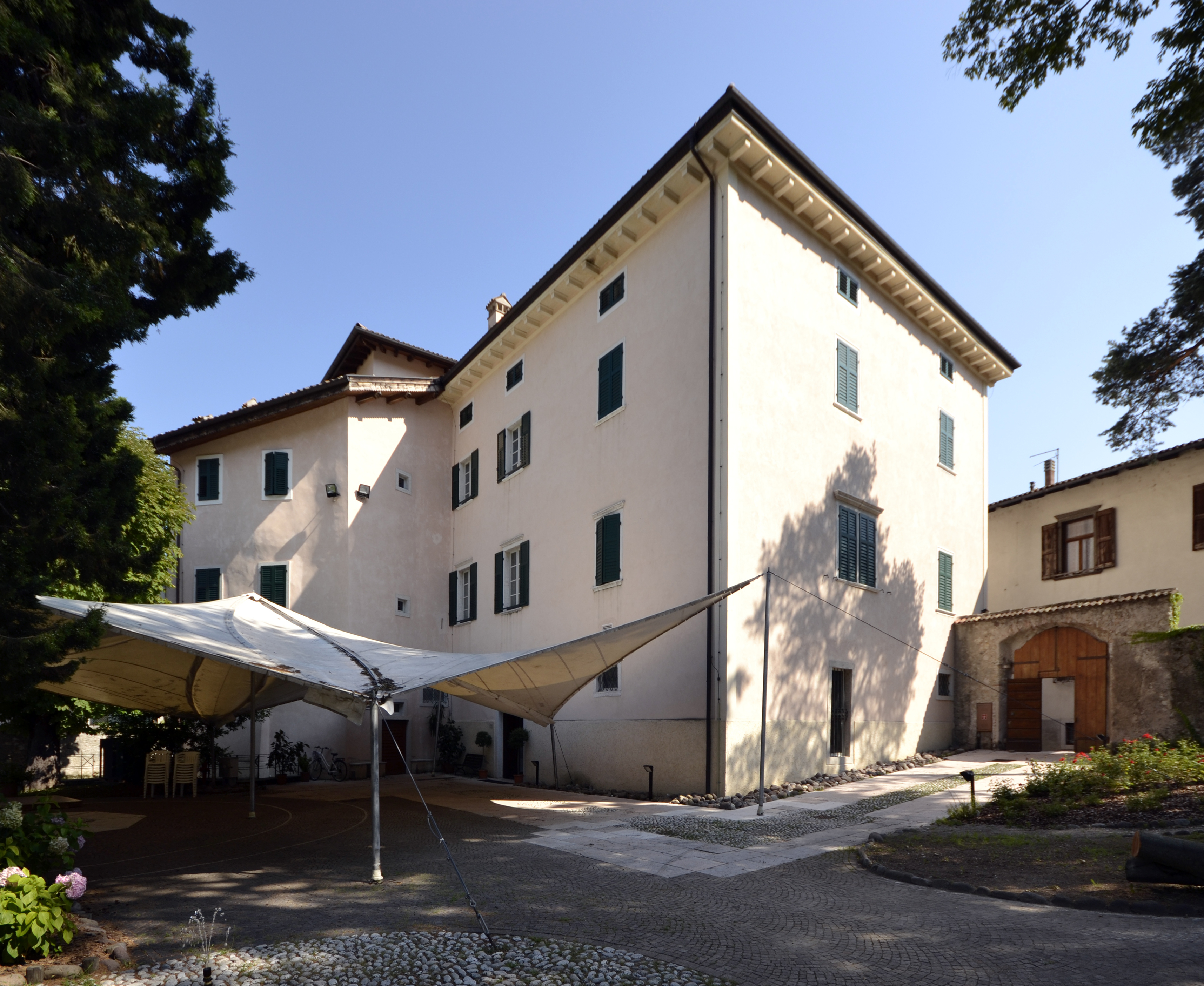
Palazzo Libera
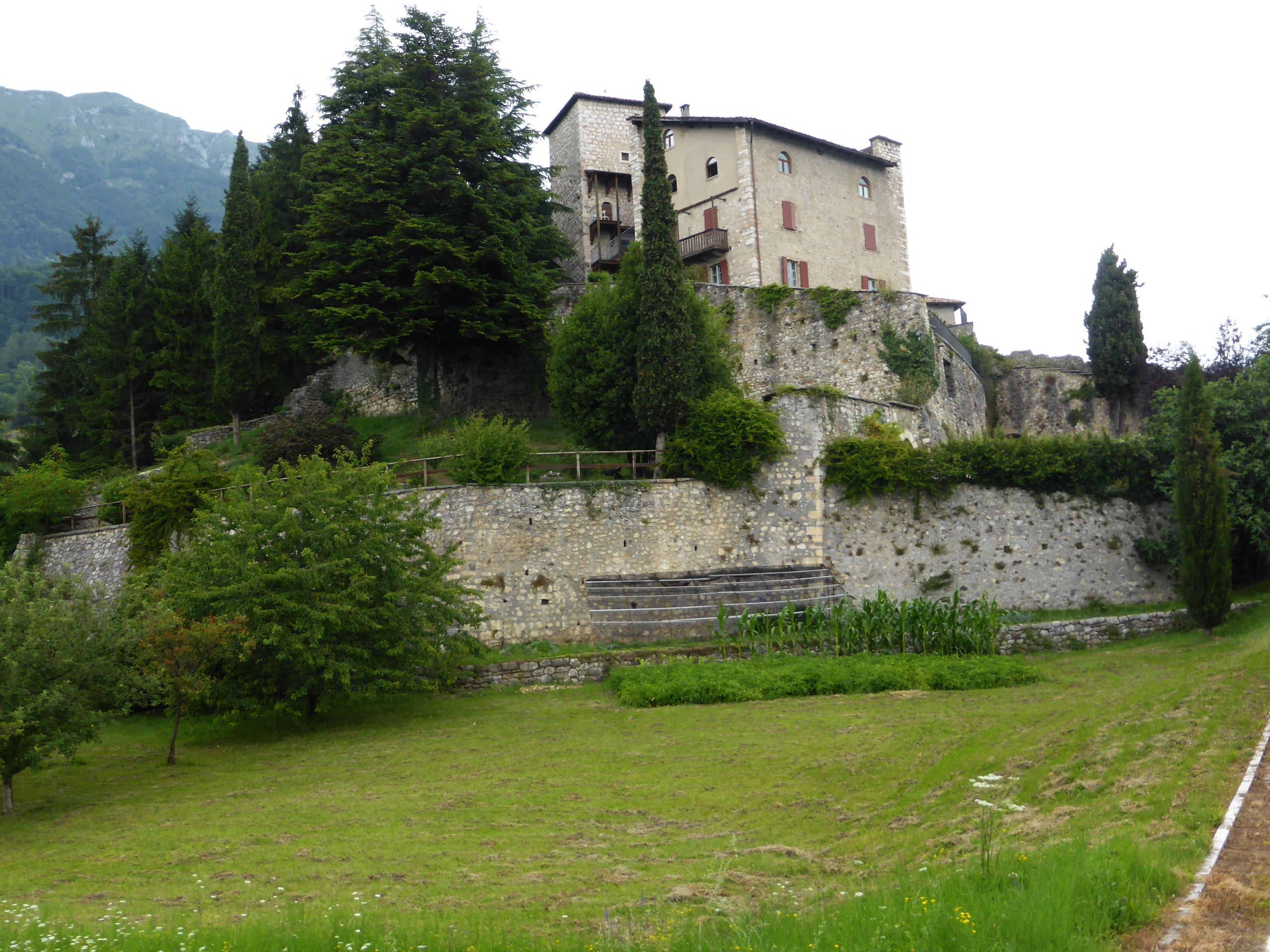
Schloss Castellano
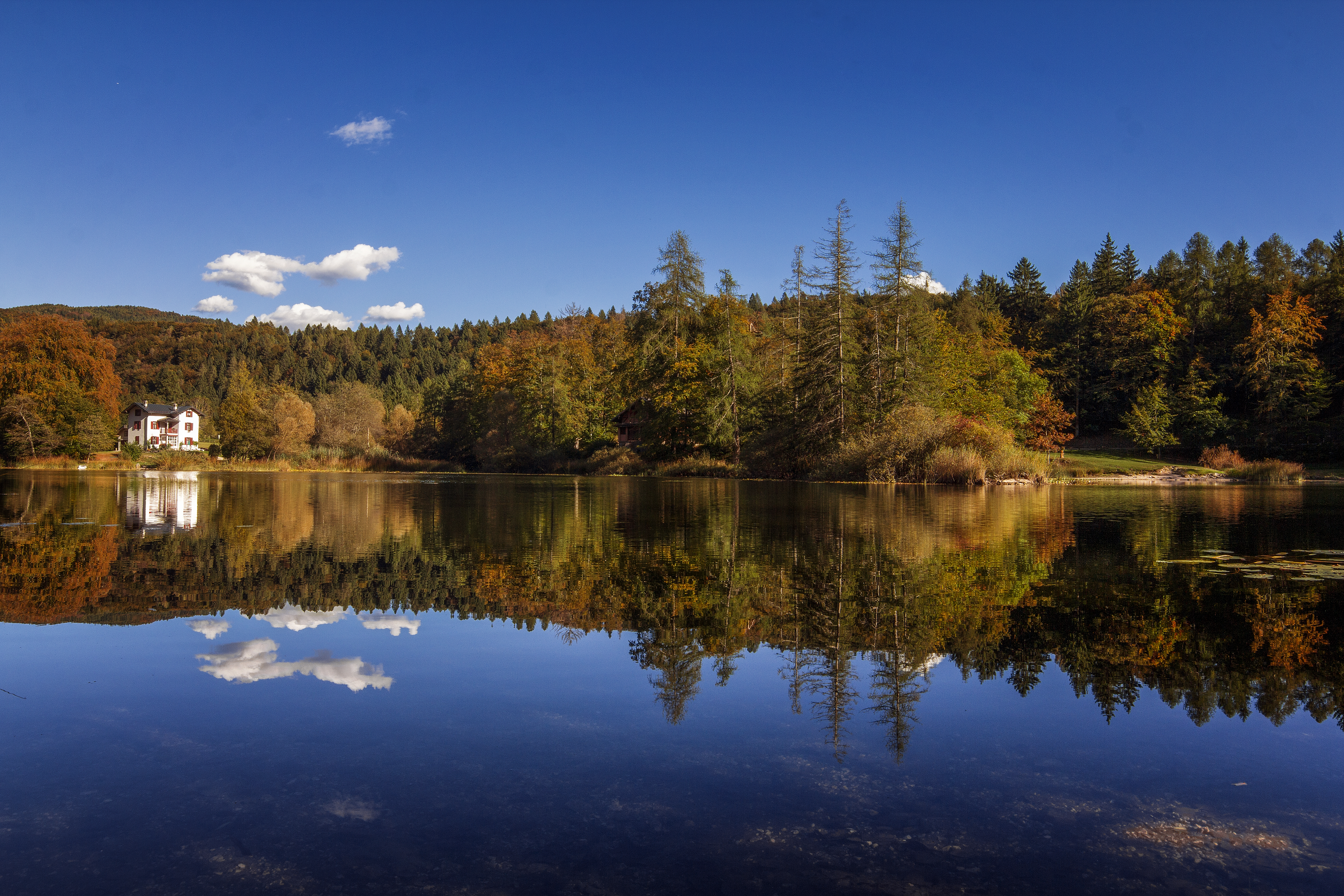
Cei-See